# Republikanische Garde (Elfenbeinküste)
Republikanische Garde (Französisch: Garde Républicaine) ist eine circa 2.500 Mann starke ivorische Eliteeinheit und Teil der Forces de défense et de sécurité (FDS). Sie wird auch als Garde Présidentielle bezeichnet. Die Republikanische Garde besteht hauptsächlich aus Angehörigen der Ethnie der Bété.

## Geschichte
Während der Regierungskrise 2010/2011 kämpfte sie auf der Seite von Laurent Gbagbo. Bei dem ersten Versuch durch die Unabhängige Wahlkommission die Ergebnisse der Präsidentschaftswahlen  2010 zu verkünden waren Sicherheitskräfte der Republikanischen Garde vor Ort. Diese griffen nicht ein als ein Anhänger Gbagbos den Sprecher der CEI gewaltsam daran hinderte die ersten Teilergebnisse zu verlesen. Danach räumte die Republikanischen Garde das Gebäude.
Das sprach von Tötungen und Verschleppungen durch liberianische und angolanische Söldnertruppen. Diese wurden angeblich logistisch durch Gbagbos Elitesoldaten der Republikanischen Garde unterstützt.
Im Dezember 2011 sprach das UNHCHR von Tötungen und Verschleppungen durch liberianische und angolanische Söldnertruppen die logistisch von der  Republikanischen Garde unterstützt werden.
Der Chef der ONUCI, Choi Young Jin, sprach am 1. April 2011 davon, dass die meisten Truppen Gbagbos desertiert waren. Gbagbo befahl, seiner Meinung nach, zu dem Zeitpunkt nur mehr über die Republikanische Garde und seine Spezialeinheiten. Am Wochenende vom 2. auf den 3. April 2011 gelang es der Republikanischen Garde das Gebäude des Rundfunksenders Radiodiffusion-Télévision ivoirienne von den Forces républicaines de Côte d’Ivoire (FRCI) zurückzuerobern.